# Jerónimo António Pereira Coutinho Pacheco de Vilhena e Brito
Jerónimo António Pereira Coutinho Pacheco de Vilhena e Brito (Santarém, Abitureiras, Quinta de Soidos, 5 de Novembro de 1713 - Lisboa, Penha de França, Palácio de São Gonçalo, 17 de Dezembro de 1786), 1.º Visconde de Santo António e logo 1.º Marquês de Soidos, Grande de Espanha de 1.ª Classe, foi um nobre português e espanhol.

## Família
Filho de António Luís Pereira Coutinho (Mafra, bap. 10 de Julho de 1686 - Santarém, Abitureiras, Quinta de Soidos, 6 de Setembro de 1723) e de sua mulher (Lisboa, São José, 21 de Dezembro de 1712) Apolónia Maria Pacheco de Sousa (Lisboa, São José, bap. 25 de Fevereiro de 1683 - ?).
Foram seus irmãos D. João Pereira Coutinho, casado com Teresa Petronilha de Montoya, sem geração, e D. António José Pacheco Coutinho (bap. 11 de Setembro de 1715), casado com Maria Josefa do Nascimento, sem geração, e sua irmã D. Maria Inácia Clara Rosa de Vilhena Coutinho, casada (Lisboa, 29 de Março de 1746) com Rodrigo António da Costa Pereira de Gouvêa (16 de Julho de 1722 - 16 de Dezembro de 1804), Fidalgo da Casa Real e Cavaleiro Professo da Ordem de Cristo, 5.° Morgado da Roda ( Ponte da Barca), 3.° de S.José e Senhor da Casa do Terreiro em Arcos de Valdevez, com geração no Senhor Adriano Maria de Vilhena Coutinho Ferreri de Gusmão.

## Biografia
Foi Fidalgo Cavaleiro da Casa Real, 6.º Senhor do Morgado de Soidos, Senhor Donatário dos Reguengos do Cartaxo e Vale da Pinta, Gentil-Homem, por direito próprio, da Câmara de Carlos III de Espanha, a quem prestou grandes serviços, Cavaleiro Professo da Ordem de Cristo, etc.
Foram-lhe concedidos os títulos de 1.º Visconde de San Antonio (segundo o uso espanhol de Viscondado prévio, antes da elevação à Grandeza) e de 1.º Marquês de los Soidos, com Grandeza de Espanha de 1.ª Classe e Honras e Tratamento de Primo por Carta de 1 de Novembro de 1785, de Carlos III de Espanha. O uso do título espanhol foi autorizado em Portugal no reinado de D. Maria I e figurou desde então em documentos oficiais.

## Casamento e descendência
Casou em Sintra, Belas, a 6 de Agosto de 1740 com Maria Justina de Mendonça Arrais Borges Botelho (Lisboa, São Vicente de Fora, bap. 27 de Novembro de 1717 - Lisboa, Penha de França, Palácio de São Gonçalo, 21 de Julho de 1786), filha herdeira de Francisco de Mendonça Arrais Borges Botelho (Lisboa, Santo Estêvão, bap. 14 de Setembro de 1698 - ?), Fidalgo Cavaleiro da Casa Real, Cavaleiro Professo da Ordem de Cristo, Tesoureiro Proprietário das Moradias dos Fidalgos da Corte e Chefe do Ramo dos de Mendonça Arrais, de Ceuta e Tânger, e de sua mulher Catarina Maria Micaela de Alvim, de quem teve duas filhas e um filho, tendo tido também um filho bastardo: 
- D. Antónia Pereira Coutinho (Lisboa, Anjos, 13 de Junho de 1746), solteira e sem geração
- D. António Luís José Francisco Xavier Pereira Coutinho Pacheco de Vilhena e Brito de Mendonça Botelho, 2.º Marquês de los Soidos
- D. Catarina Pereira Coutinho, solteira e sem geração
- D. António Joaquim Pereira Coutinho (Almada, Caparica - ?), solteiro e sem geração